# Sierra Engarcerán
Sierra Engarcerán (en valenciano la Serra d'en Galceran) es un municipio de la Comunidad Valenciana, España. Situado en el interior de la provincia de Castellón, en la comarca de la Plana Alta. Cuenta con 1045 habitantes (INE 2023).

## Geografía
Está situado al norte del Pla de l'Arc, en el sector NO de la comarca en un altiplano de la sierra de su mismo nombre. La población está muy dispersa entre las distintas masías. El clima es mediterráneo con inviernos fríos.
Se accede a esta localidad desde Castellón tomando la CV-10 y luego la CV-155.

### Barrios y pedanías

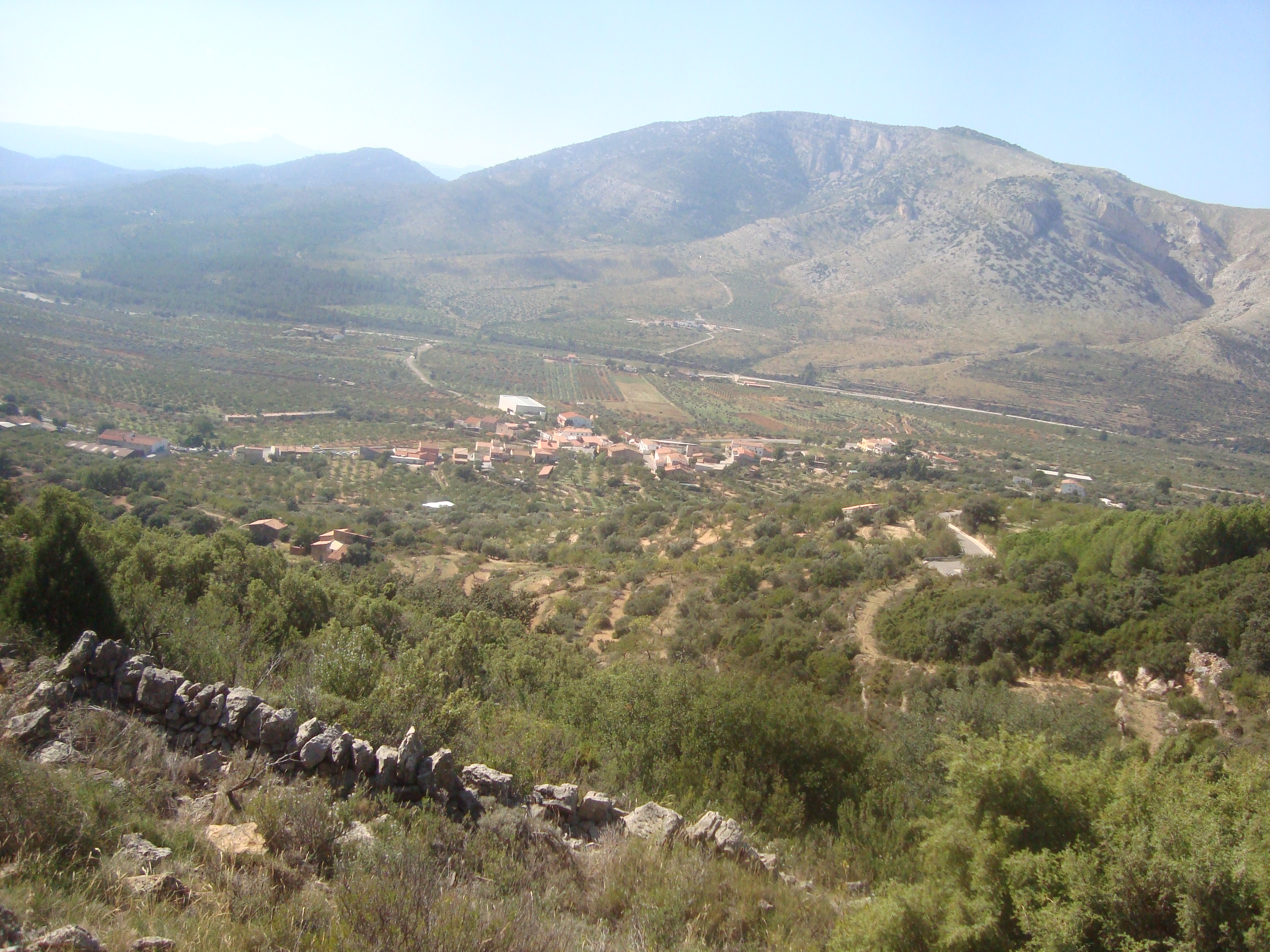
Els Rosildos.

En el término municipal de Sierra Engarcerán se encuentran también los siguientes núcleos de población:
- El Brusalet
- Les Deveses
- Els Ibarsos
- La Marina
- Els Rosildos
- Collet
- Els Bancalas
- Els Puchols de Dalt
- Els Puchols de Baix

### Localidades limítrofes
El término municipal de Sierra Engarcerán limita con las localidades de  Culla, Albocácer, Sarratella, Villanueva de Alcolea, Benlloch, Vall d'Alba, Les Coves de Vinromà y  Useras, todas ellas de la provincia de Castellón.

## Clima
Según la clasificación climática de Köppen, Serra se situaría en el dominio climático templado/mesotermal (C) con verano seco (Cs). Es por lo tanto, un clima de tipo mediterráneo (Csa). Sin embargo, debido a su altitud (780 m s. n. m.) y a su situación interior, adquiere ciertas características del clima mediterráneo continentalizado, prototípico del interior de la península ibérica. A diferencia del mediterráneo latente en la franja costera de Castellón, presenta un invierno bastante más frío con abundantes heladas y nevadas ocasionales. Por ello el clima presente en Serra se puede entender como una transición entre el mediterráneo prototípico de la costa y el continentalizado del interior de Aragón y Castilla. 
| Parámetros climáticos promedio de Serra d'en Galceran | Parámetros climáticos promedio de Serra d'en Galceran | Parámetros climáticos promedio de Serra d'en Galceran | Parámetros climáticos promedio de Serra d'en Galceran | Parámetros climáticos promedio de Serra d'en Galceran | Parámetros climáticos promedio de Serra d'en Galceran | Parámetros climáticos promedio de Serra d'en Galceran | Parámetros climáticos promedio de Serra d'en Galceran | Parámetros climáticos promedio de Serra d'en Galceran | Parámetros climáticos promedio de Serra d'en Galceran | Parámetros climáticos promedio de Serra d'en Galceran | Parámetros climáticos promedio de Serra d'en Galceran | Parámetros climáticos promedio de Serra d'en Galceran | Parámetros climáticos promedio de Serra d'en Galceran |
| Mes                                                   | Ene.                                                  | Feb.                                                  | Mar.                                                  | Abr.                                                  | May.                                                  | Jun.                                                  | Jul.                                                  | Ago.                                                  | Sep.                                                  | Oct.                                                  | Nov.                                                  | Dic.                                                  | Anual                                                 |
| ----------------------------------------------------- | ----------------------------------------------------- | ----------------------------------------------------- | ----------------------------------------------------- | ----------------------------------------------------- | ----------------------------------------------------- | ----------------------------------------------------- | ----------------------------------------------------- | ----------------------------------------------------- | ----------------------------------------------------- | ----------------------------------------------------- | ----------------------------------------------------- | ----------------------------------------------------- | ----------------------------------------------------- |
| Temp. máx. media (°C)                                 | 9.8                                                   | 10.8                                                  | 13.4                                                  | 15.7                                                  | 19.3                                                  | 23.0                                                  | 26.4                                                  | 26.5                                                  | 23.5                                                  | 17.7                                                  | 13.3                                                  | 12.5                                                  | 17.7                                                  |
| Temp. media (°C)                                      | 5.9                                                   | 6.6                                                   | 8.8                                                   | 11.0                                                  | 14.5                                                  | 18.4                                                  | 21.6                                                  | 21.8                                                  | 18.9                                                  | 13.7                                                  | 9.3                                                   | 7.6                                                   | 13.2                                                  |
| Temp. mín. media (°C)                                 | 2.0                                                   | 2.5                                                   | 4.2                                                   | 6.3                                                   | 9.8                                                   | 13.8                                                  | 16.9                                                  | 17.2                                                  | 14.3                                                  | 9.8                                                   | 5.3                                                   | 2.7                                                   | 8.7                                                   |
| Precipitación total (mm)                              | 31.3                                                  | 36.1                                                  | 42.0                                                  | 44.0                                                  | 62.0                                                  | 47.1                                                  | 21.0                                                  | 31.1                                                  | 64.0                                                  | 69.6                                                  | 54.0                                                  | 45.1                                                  | 547.3                                                 |
| Fuente: Climate Data                                  |                                                       |                                                       |                                                       |                                                       |                                                       |                                                       |                                                       |                                                       |                                                       |                                                       |                                                       |                                                       |                                                       |

## Historia
Sierra Engarcerán tiene orígenes primitivos, como son los restos ibéricos de "El Castellàs" y algunas pinturas rupestres de arte levantino, declaradas Patrimonio de la Humanidad por la UNESCO.
Durante el dominio musulmán se ubicó un castillo en la parte montañosa que domina el actual municipio y a su alrededor un pequeño pueblo agrícola o alquería.
Los primeros datos documentales son del año 1213 y de 1238, cuando el rey Jaime I de Aragón dio estas tierras a Pedro Valimanya. Con el nombre de Sierra de Valimanya aparece la Carta Pobla del año 1374, hasta la compra de las tierras por los Galcerán Galcerán, de donde procede su nombre. Posteriormente el señorío pasó a manos de Nicolás de Casalduch, llamado "el antiguo" (l'antic) o el vinculador. Fue este noble el que le concedió la carta de población el 6 de diciembre de 1512. 

## Demografía
Sierra Engarcerán cuenta con una población de 1043 habitantes (INE 2024).
| Gráfica de evolución demográfica de Sierra Engarcerán entre 1842 y 2021                                             |
| |
| Población de derecho según los censos de población del INE Población de hecho según los censos de población del INE |

| 1857 | 1877 | 1887 | 1900 | 1910 | 1920 | 1930 | 1940 | 1950 | 1960 | 1970 | 1981 | 1991 | 1996 | 2001 | 2006 | 2009 | 2019 |
| ---- | ---- | ---- | ---- | ---- | ---- | ---- | ---- | ---- | ---- | ---- | ---- | ---- | ---- | ---- | ---- | ---- | ---- |
| 1692 | 2211 | 2285 | 2524 | 2688 | 2603 | 2344 | 2256 | 2024 | 1816 | 1531 | 1315 | 1150 | 1090 | 1070 | 1069 | 1039 | 976  |

## Economía
Basada tradicionalmente en la agricultura de secano, con predominio del cultivo del almendro, y en la ganadería lanar y porcina.

## Administración
| Periodo   | Nombre                    | Partido   |
| --------- | ------------------------- | --------- |
| 1979-1983 | Juan Agut Sabater         | UCD       |
| 1983-1987 | José Mateu Gil            | CISE      |
| 1987-1991 | José Mateu Gil            | PSPV-PSOE |
| 1991-1995 | José Mateu Gil            | PSPV-PSOE |
| 1995-1999 | José Mateu                | PSPV-PSOE |
| 1999-2003 | Ricardo Sales Barreda     | PP        |
| 2003-2007 | Ricardo Sales Barreda     | PP        |
| 2007-2011 | Ricardo Sales Barreda     | PP        |
| 2011-2015 | Manuel Sales Pitarch      | PP        |
| 2015-2019 | Manuel Sales Pitarch      | PP        |
| 2019-2023 | Juan Carlos Mateu Castell | PP        |

## Patrimonio

### Monumentos religiosos

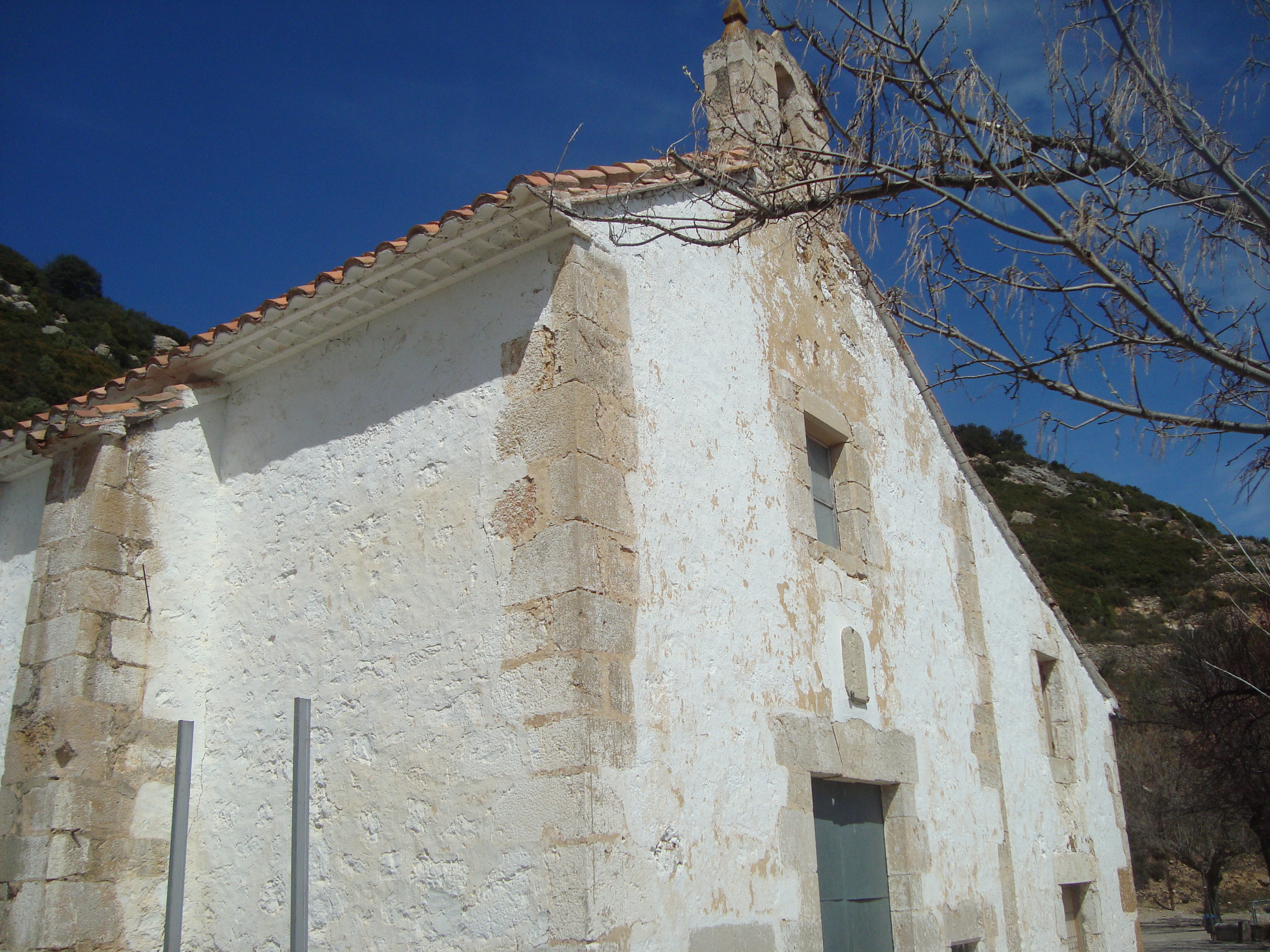
Ermita de San Miguel

- Ermita de San Miguel Ermita de San Miguel. Edificio de interés arquitectónico.Ermita de San Miguel, Sierra Engarcerán

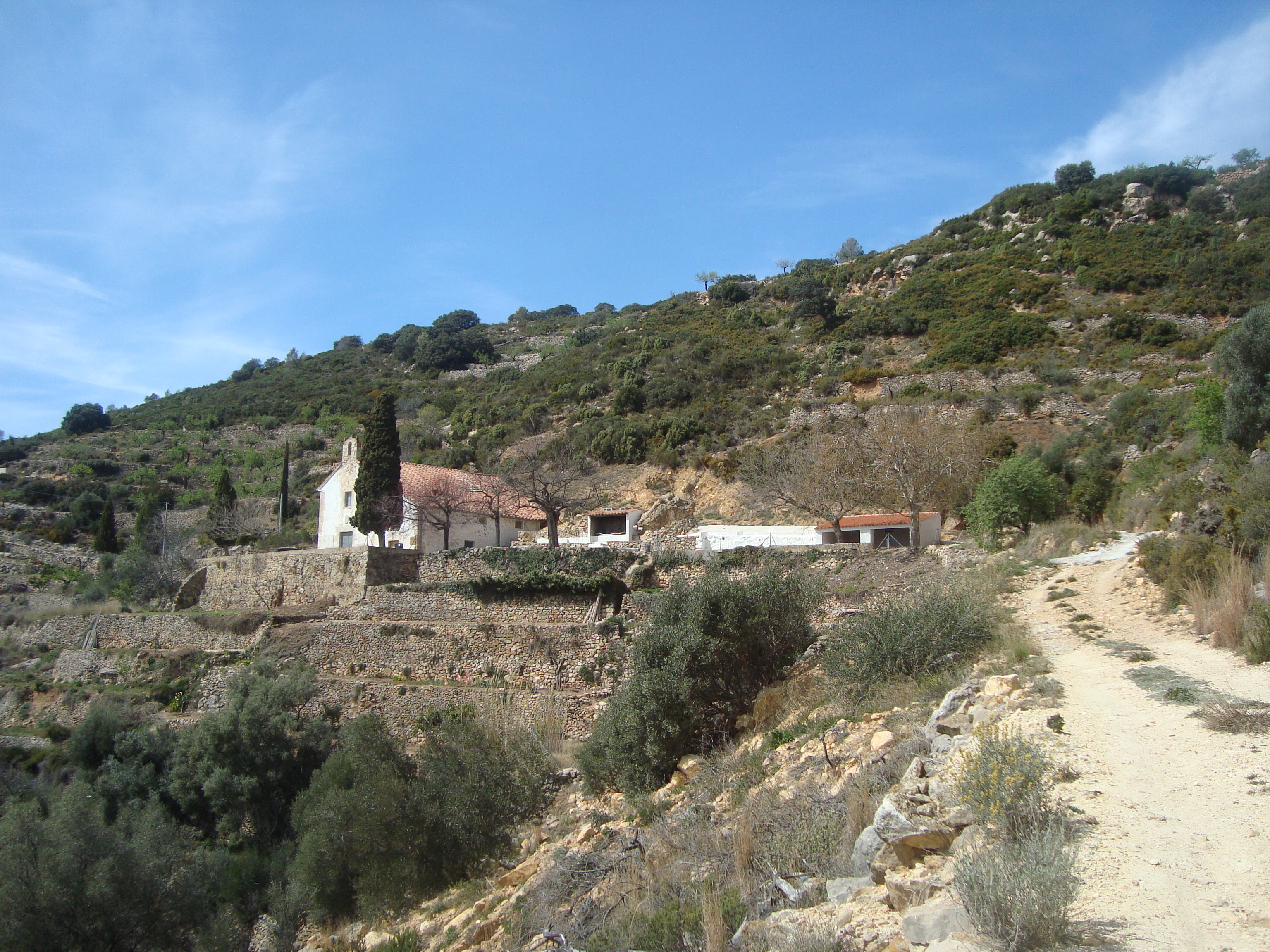
Ermita de San Miguel, Sierra Engarcerán

- Iglesia Parroquial. Dedicada a San Bartolomé.Iglesia Parroquial de San Bartolomé

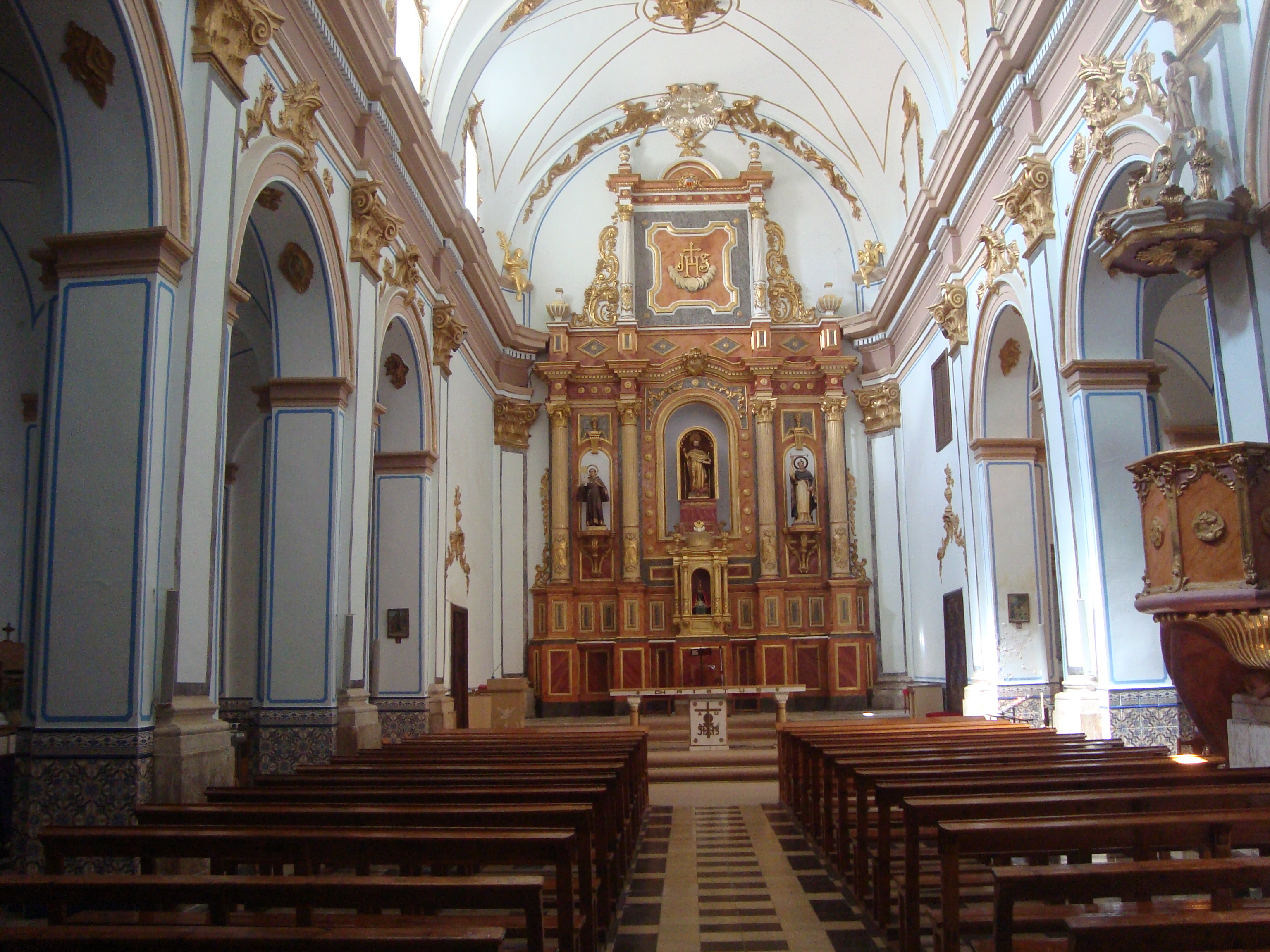
Iglesia Parroquial de San Bartolomé

- Ermita de San Cristóbal. Dedicada a San Cristóbal y situada en Rosildos.
- Ermita de Nuestra Señora de los Desamparados de Los Ibarzos.

### Monumentos civiles

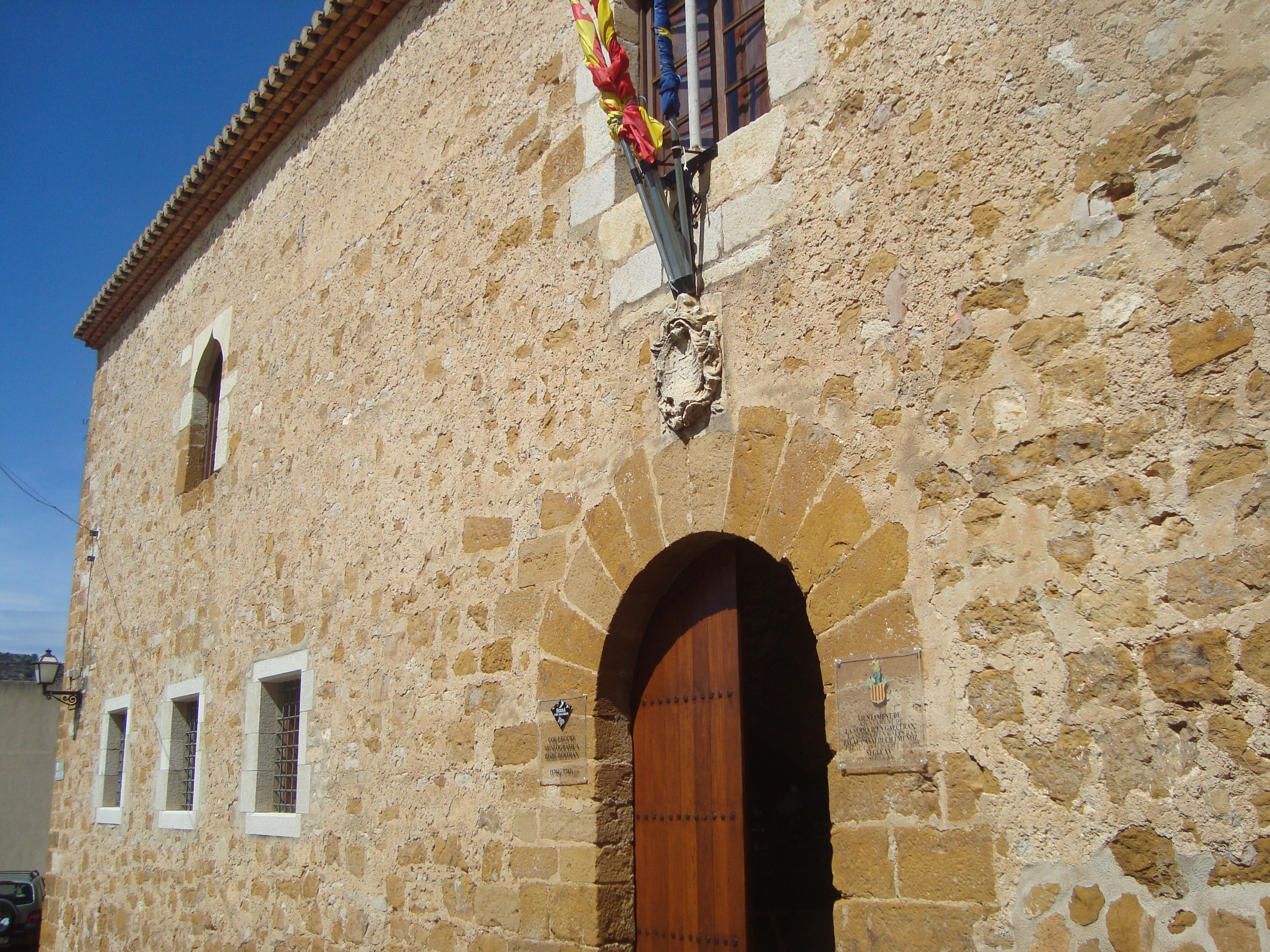
Palacio de los Casalduch y Muñoz de Sierra Engarcerán

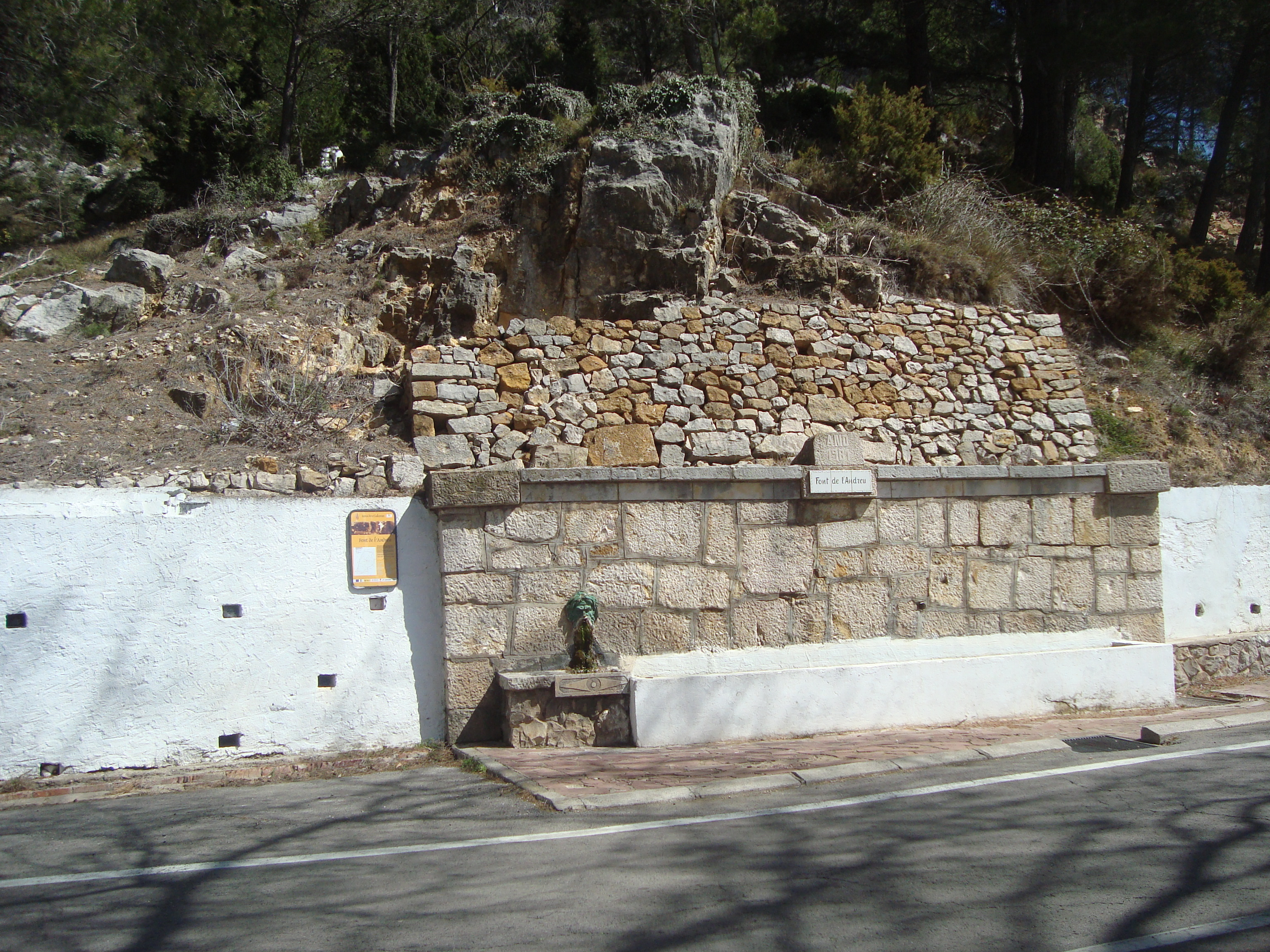
Font de l'Andreu (La Serra d'en Galcerán)

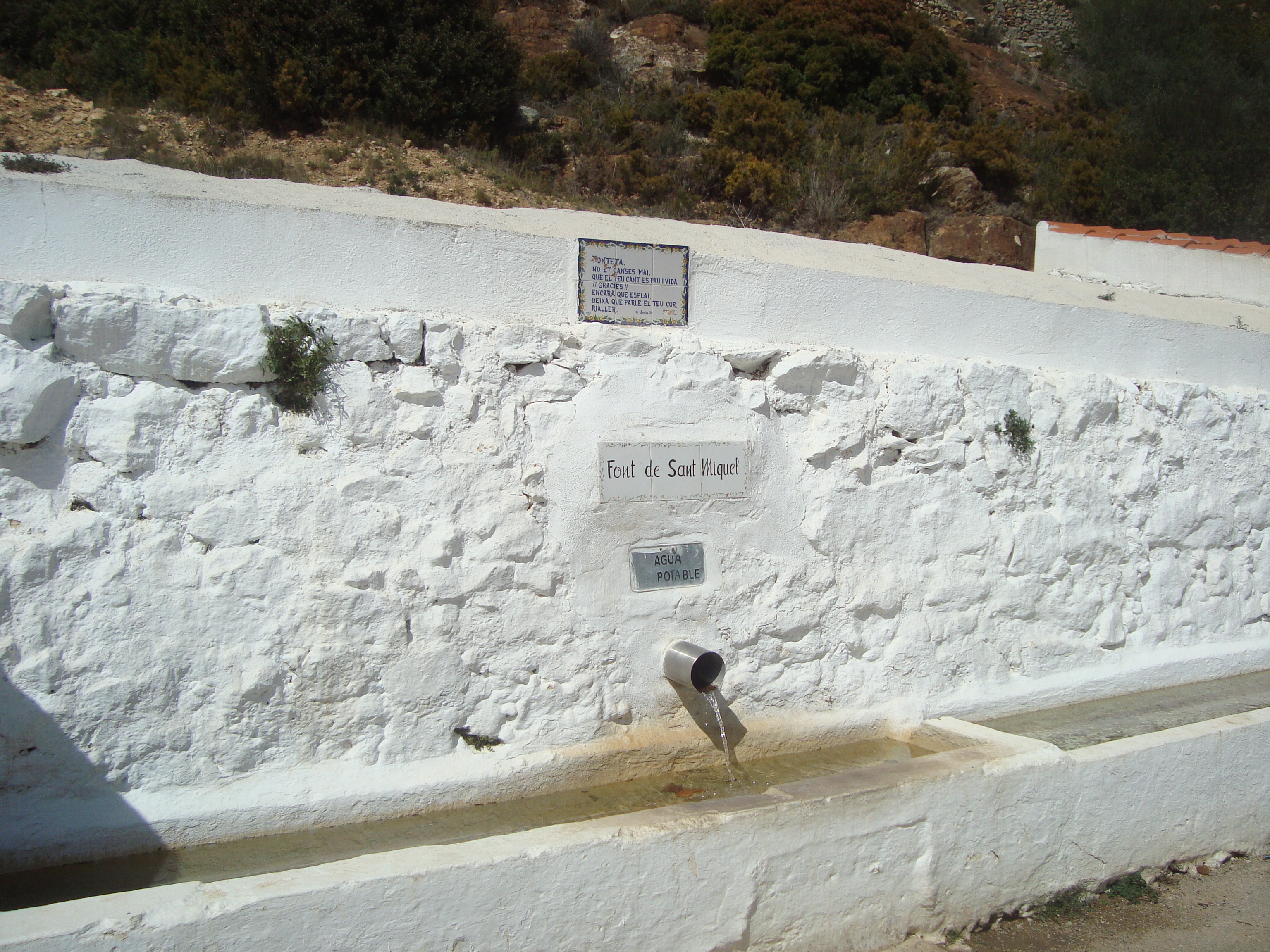
Font de Sant Miquel (La Serra d'En Galcerán)

- Ayuntamiento. Edificio de interés arquitectónico.
- Palacio de los Casalduch. Conocido como el Fort. En este edificio se ubica una colección museográfica dedicada al Obispo Bertran, que fue Inquisidor General durante el reinado de Carlos III.
- Fuentes. De entre las fuentes existentes en el término destacan: la de la Ombria, Andreu, Solès, Gargallo y Ditjos.

### Otros
- Cova dels Diumenges. Interés arqueológico.

## Fiestas
- Fiestas patronales. Se celebran del 1 al 7 de mayo en honor de la Santa Cruz y de San Miguel. En la ermita de San Miguel se reparte el típico rollo festero.
- San Bartolomé. Se celebra el 24 de agosto. Toros, bailes, actos culturales y deportivos.
- Fiestas de Ibarsos. En esta pedanía tienen lugar del 7 al 15 de mayo en honor de la Virgen de los Desamparados.
- Fiestas de Rosildos. En Rosildos se celebran la última semana de junio.
- Fiestas de San Antonio en Rosildos. Se celebran el último sábado de enero.

## Gastronomía

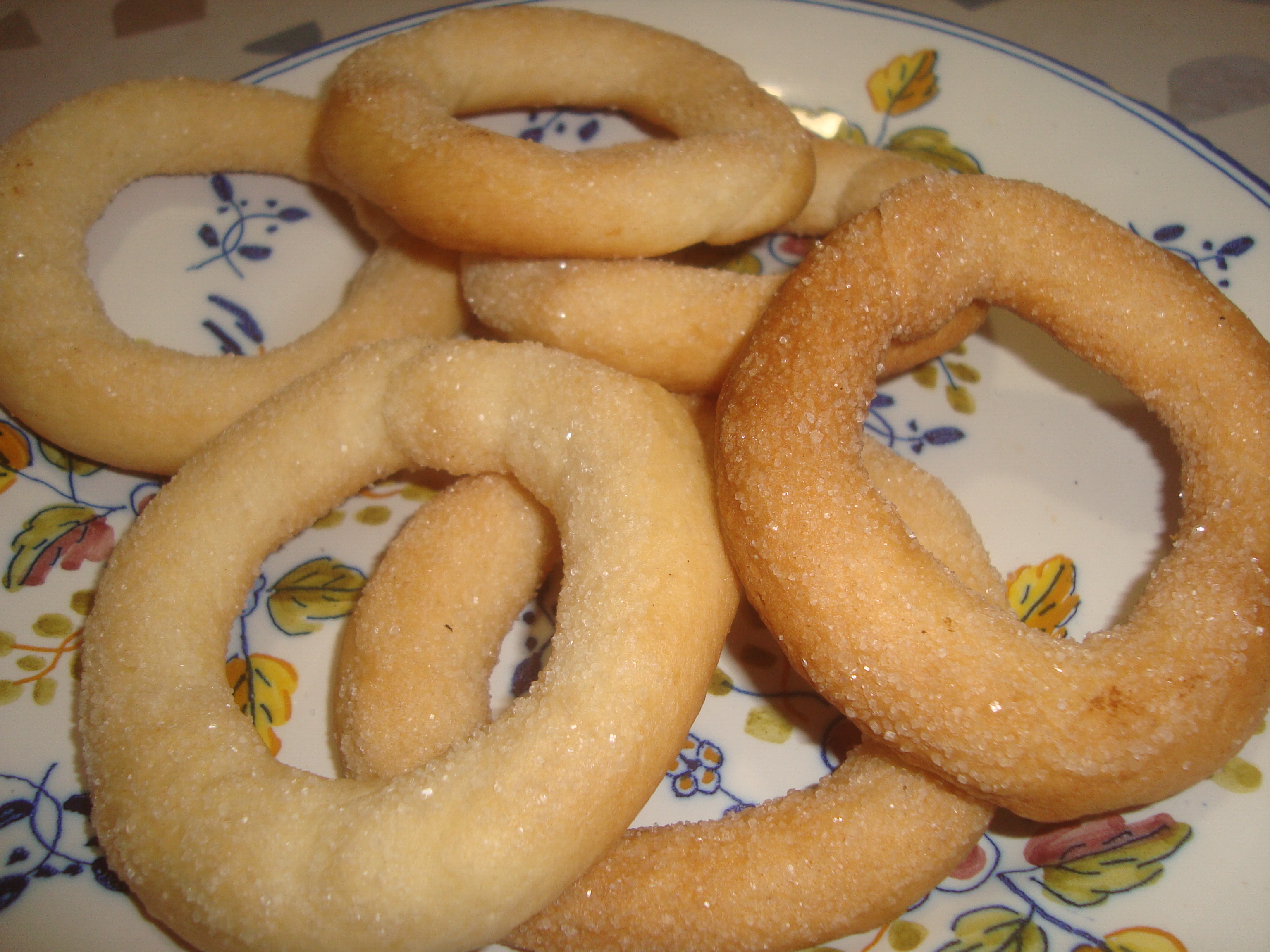
Rollitos de anís de Els Ivarsos, repostería popular de Sierra Engarcerán

Repostería popular: Rosegons, pastissets, Rollets...

## Personas destacadas
- Felipe Bertrán (1704-1783), obispo de Salamanca e inquisidor general.